# عشب الربيع البوري
عشب الربيع البوري (الاسم العلمي:Anthoxanthum borii) هو نوع من النباتات يتبع جنس عشب الربيع من الفصيلة النجيلية.